# Sergueï Kravtsov
Sergeï Kravtsov, (en russe) ou Serhij Kravtsov (Сергіӣ Тарасовнч Кравцов) en ukrainien, né le 15 février 1948 à Karkhiv, est un coureur cycliste soviétique, spécialisé dans les épreuves sur piste. Sa participation à trois Jeux olympiques - 1968, 1972 et 1976 - témoigne de sa longévité au haut niveau.

## Biographie
Sergeï Kravtzov, né en Ukraine porte le maillot de l'équipe de l'URSS durant sa carrière cycliste. Il débute dans cyclisme de compétition en 1963, au club Dynamo de Kharkiv.
Cet athlète de la piste (1,85 m pour 87 kg),  n'a pas accroché de titre de champion du monde à son palmarès. Il a pourtant connu la deuxième marche du podium du championnat du monde de vitesse masculin, et il demeure celui qui en 1974 stoppe la collection de titres de champion du monde de Daniel Morelon. En effet, pour la première fois depuis 1966, sur la piste de Montréal, le sprinteur français est battu (en quart de finale) par Sergeï Kravtzov. Les deux hommes s'étaient déjà rencontrés, trois ans plus tôt, à Leicester lors de la finale de cette compétition. Morelon avait alors triomphé du coureur soviétique en deux manches sèches. Pourtant cette victoire sur le champion sortant ne permet pas au champion soviétique l'accès au sommet du podium. Affrontant en finale le coureur tchécoslovaque Anton Tkáč, Kravtzov réussit à prendre une manche en finale de la compétition, mais il échoue dans les deux autres phases de la finale. C'est une seconde médaille d'argent que le Soviétique ramène de ces championnats. Il est alors âgé de 26 ans. Il poursuit sa carrière jusqu'aux Jeux olympiques d'été de Montréal, pour lesquels il est qualifié une troisième fois, après avoir été présent en 1968 et en 1972.   

## Palmarès

### Palmarès année par année
- 1968
  - 8e du kilomètre des Jeux olympiques de Mexico
- 1970
  -  Médaillé de bronze du kilomètre amateurs[3]
  - 3e du Grand Prix de Copenhague amateurs
- 1971
  -  Médaillé d'argent de la vitesse individuelle amateurs
  - 2e de la vitesse des Ve Spartakiades d'été[4]
- 1972
  - 2e de la vitesse individuelle du championnat d'URSS[5]
  - 3e du kilomètre du championnat d'URSS[6]
- 1973
  - Grand Prix de Leipzig de vitesse individuelle
  - Grand Prix de Karl-Marx Stadt de vitesse individuelle
  - 2e de la vitesse individuelle du championnat d'URSS[7]
- 1974
  -  Champion d'URSS de vitesse individuelle[8]
  -  Médaillé d'argent de la vitesse individuelle amateurs
  - Grand Prix de Copenhague amateurs
- 1975
  - 2e de la vitesse individuelle du championnat d'URSS[9]
- 1976
  - 3e de la vitesse individuelle du championnat d'URSS[10]
  - 5e de la vitesse individuelle des Jeux olympiques de Montréal[11]

### Autres résultats
- 1972
  - éliminé en 8e de finale de la vitesse individuelle des Jeux olympiques de Munich'
- 1973
  - éliminé en 8e de finale du championnat du monde de vitesse individuelle amateurs
- 1975
  - éliminé en 8e de finale du championnat du monde de vitesse individuelle amateurs